# Племето
„Племето“ (на украински: Плем'я) е украински филм от 2014 година, криминална драма на режисьора Мирослав Слабошпицки по негов собствен сценарий.
В центъра на сюжета е момче, което постъпва в интернат за глухонеми и се включва в действащата в училището престъпна организация, занимаваща се с проституция, кражби и грабежи. Главните роли се изпълняват от Хрихорий Фесенко, Яна Новикова, Роза Бабий, Олександр Паниван, Олександр Осадчий.
„Племето“ получава Европейската филмова награда за най-добър дебютен пълнометражен игрален филм.